# Zanomys sagittaria
Zanomys sagittaria là một loài nhện trong họ Amaurobiidae.
Loài này thuộc chi Zanomys. Zanomys sagittaria được miêu tả năm 1972 bởi Leech.